# 流山大鷹之森站
流山大鷹之森站（日语：／ Nagareyama-ōtakanomori eki */?），是位於日本千葉縣流山市大鷹之森西一丁目及大鷹之森東一丁目，屬於首都圈新都市鐵道、東武鐵道的鐵路車站。站名之「大鷹」是日本語「オオタカ」之字面翻譯、是蒼鷹。站名和地名、「おおたかの森」字來是站西方之「市野谷之森」的蒼鷹棲殖。
此站有首都圈新都市鐵道的筑波快線（車站編號為TX12）與東武鐵道野田線（愛稱「東武都市公園線」，車站編號是TD 22）停靠，是兩條路線的轉乘站。

## 車站結構

### 首都圈新都市鐵道
島式月台2面4線的高架車站。
北側起計為1號月台（下行副本線）、2號月台（下行本線）、3號月台（上行本線）、4號月台（上行副本線），可進行緩急接續。
普通、區間快速、通勤快速（2012年10月15日時刻表改正起）、快速列车 (日本)全部停靠。

#### 月台配置

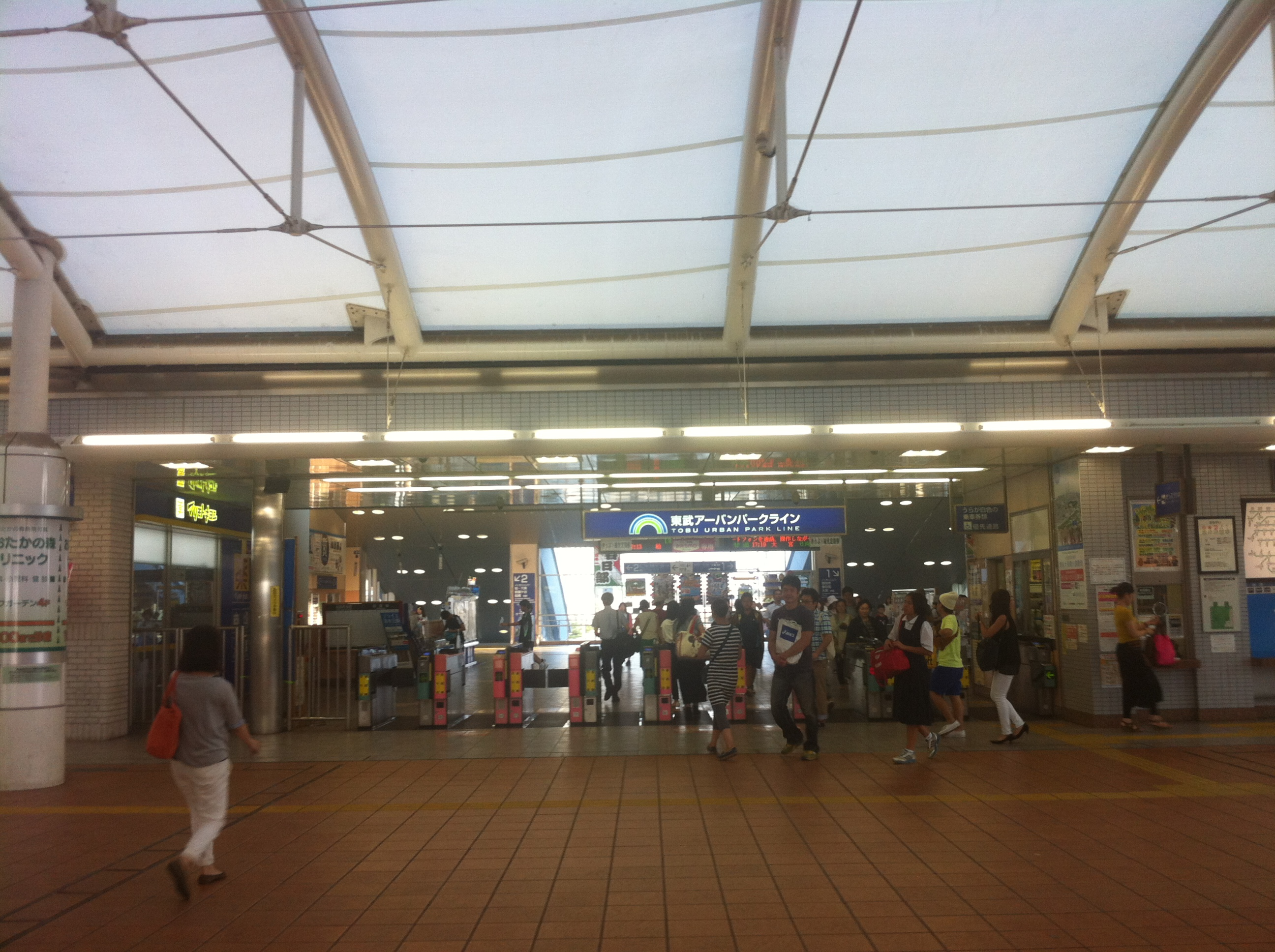
閘口（2014年8月22日）
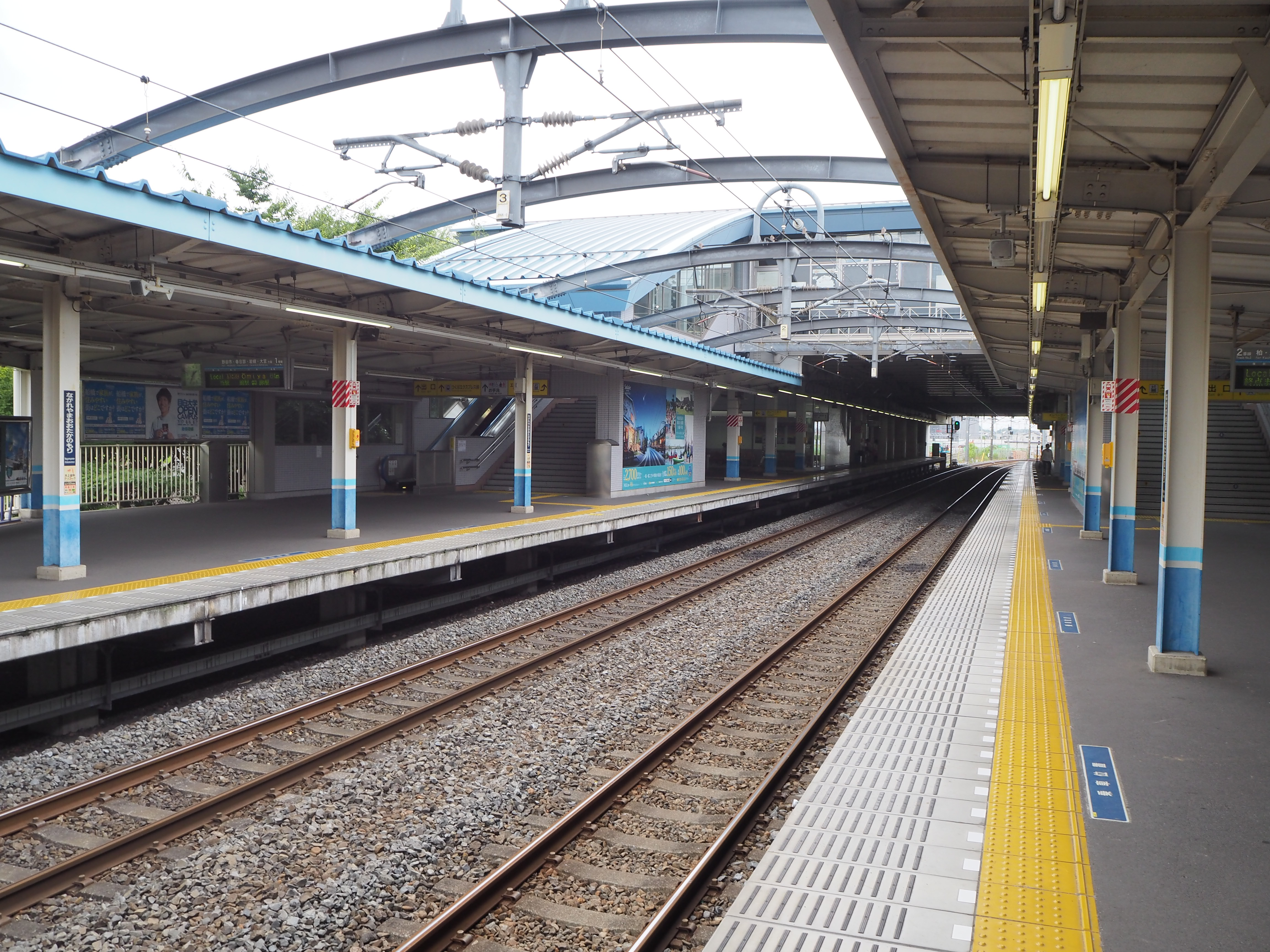
月台（2016年7月16日）

| 月台 | 路線     | 方向 | 目的地     |
| ---- | -------- | ---- | ---------- |
| 1、2 | 筑波快線 | 下行 | 筑波方向   |
| 3、4 | 筑波快線 | 上行 | 秋葉原方向 |

- 秋葉原側設有下行線往上行線的渡線，供緊急時同站方向開出的列車通過渡線直接進入4號月台（上行副本線）。

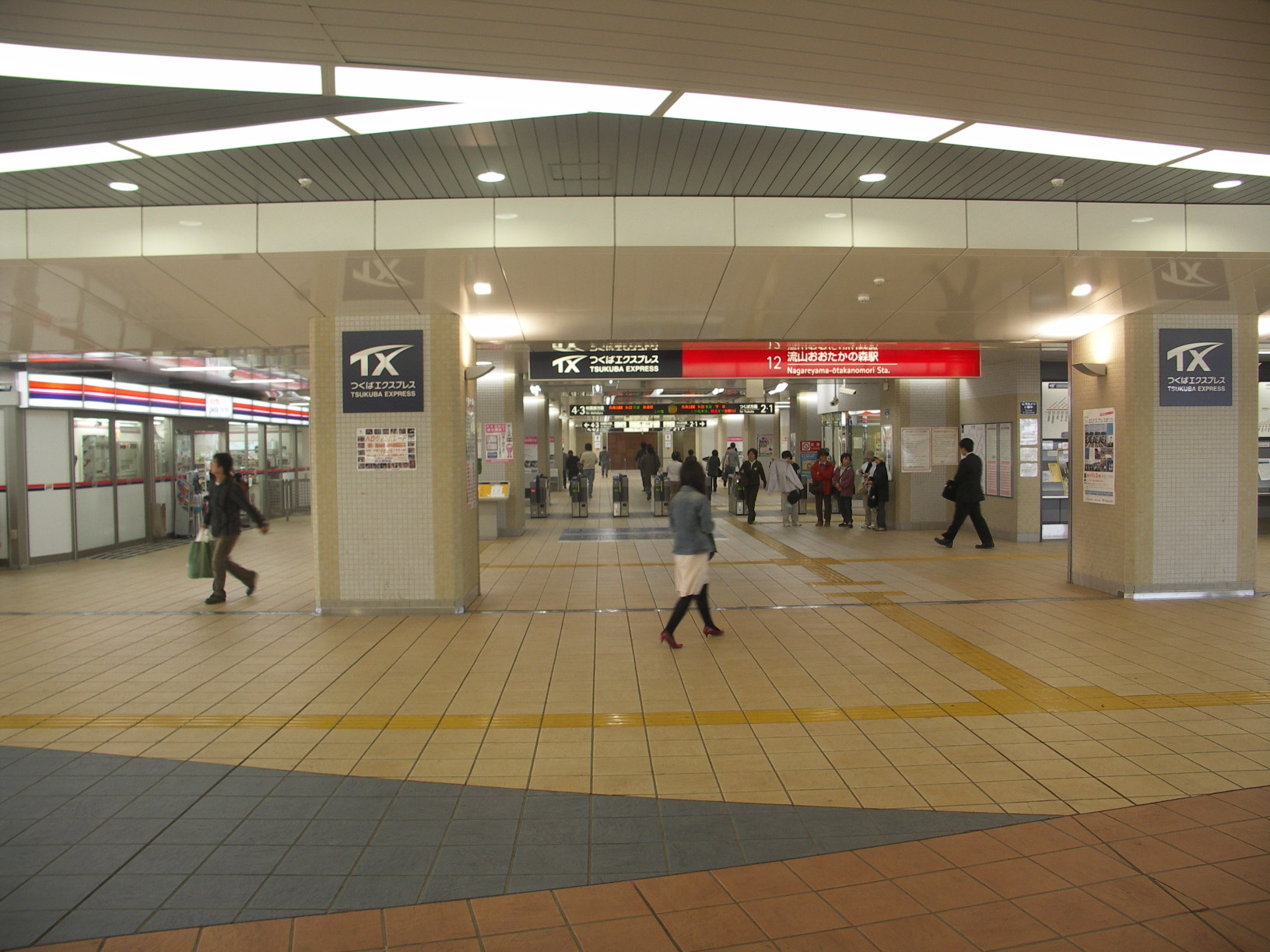
閘口（2007年10月17日）
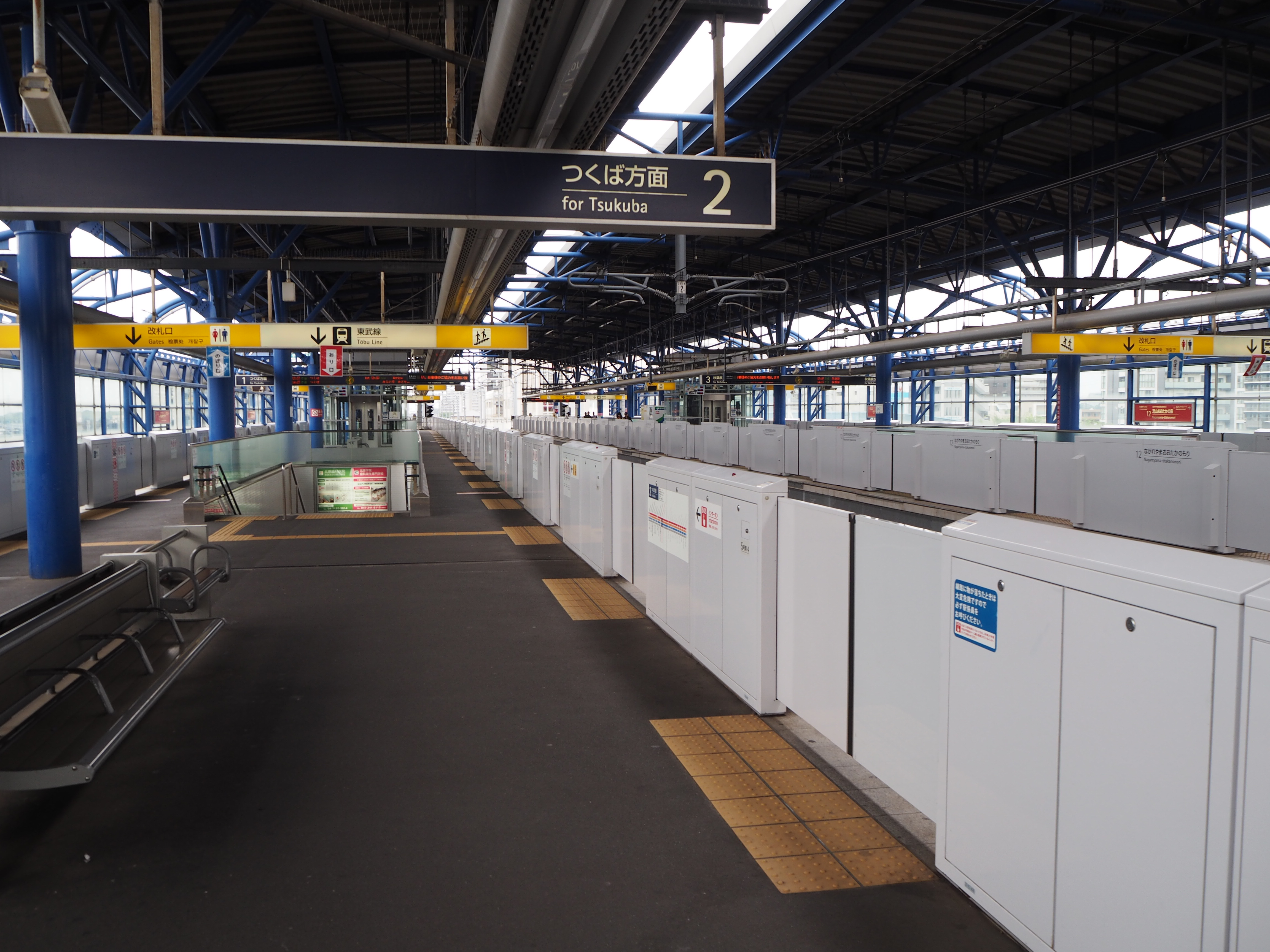
月台（2016年7月16日）

### 東武鐵道
對向式月台2面2線的地面車站，設有跨站式站房。
閘內大堂與月台設有發車標。

#### 月台配置
| 月台 | 路線           | 方向 | 目的地                     |
| ---- | -------------- | ---- | -------------------------- |
| 1    | 東武都市公園線 | 上行 | 野田市、春日部、大宮方向   |
| 2    | 東武都市公園線 | 下行 | 柏、六實、新鎌谷、船橋方向 |

- 閘口（2014年8月22日）
- 月台（2016年7月16日）

## 使用情況
- 首都圈新都市鐵道 - 2016年度1日平均上車人次為34,702人[利用客数 1]。
筑波快線車站僅次於秋葉原站和北千住站，位於第3位。
- 東武鐵道 - 2016年度1日平均上下車人次為55,433人[利用客数 2]。
野田線車站次於柏站、大宮站、船橋站、春日部站，排行第5位。

### 各年度1日平均上下車人次
開業以後1日平均上下車人次的推移如下表（首都圈新都市鐵道除外）。
| 年度               | 東武鐵道           | 東武鐵道 |
| 年度               | 1日平均 上下車人次 | 增長率   |
| ------------------ | ------------------ | -------- |
| 2005年（平成17年） | 22,664             |          |
| 2006年（平成18年） | 30,912             | 36.4%    |
| 2007年（平成19年） | 40,885             | 32.3%    |
| 2008年（平成20年） | 44,954             | 10.0%    |
| 2009年（平成21年） | 46,233             | 2.8%     |
| 2010年（平成22年） | 46,998             | 1.7%     |
| 2011年（平成23年） | 47,723             | 1.5%     |
| 2012年（平成24年） | 49,631             | 4.0%     |
| 2013年（平成25年） | 51,311             | 3.4%     |
| 2014年（平成26年） | 52,406             | 2.1%     |
| 2015年（平成27年） | 53,422             | 1.9%     |
| 2016年（平成28年） | 55,433             | 3.6%     |

### 各年度1日平均上車人次
近年1日平均上車人次的推移如下表。
| 年度               | 首都圈 新都市鐵道 | 東武鐵道 | 來源              |
| ------------------ | ----------------- | -------- | ----------------- |
| 2005年（平成17年） | 14,602            | 11,359   | [ 千葉県統計 1 ]  |
| 2006年（平成18年） | 19,804            | 15,809   | [ 千葉県統計 2 ]  |
| 2007年（平成19年） | 24,623            | 21,083   | [ 千葉県統計 3 ]  |
| 2008年（平成20年） | 26,912            | 22,994   | [ 千葉県統計 4 ]  |
| 2009年（平成21年） | 27,753            | 23,553   | [ 千葉県統計 5 ]  |
| 2010年（平成22年） | 28,609            | 23,915   | [ 千葉県統計 6 ]  |
| 2011年（平成23年） | 29,056            | 23,997   | [ 千葉県統計 7 ]  |
| 2012年（平成24年） | 30,448            | 24,994   | [ 千葉県統計 8 ]  |
| 2013年（平成25年） | 31,851            | 25,837   | [ 千葉県統計 9 ]  |
| 2014年（平成26年） | 32,114            | 26,739   | [ 千葉県統計 10 ] |
| 2015年（平成27年） | 33,135            | 26,855   | [ 千葉県統計 11 ] |
| 2016年（平成28年） | 34,702            |          |                   |

## 相鄰車站
首都圈新都市鐵道
 筑波快線
■快速
南流山（TX10）－流山大鷹之森（TX12）－守谷（TX15）
■通勤快速、■區間快速
南流山（TX10）－流山大鷹之森（TX12）－柏之葉校園（TX13）
■普通
流山中央公園（TX11）－流山大鷹之森（TX12）－柏之葉校園（TX13）
 東武鐵道
 東武都市公園線
■急行、■普通
初石（TD 21）－流山大鷹之森（TD 22）－豐四季（TD 23）

## 外部連結
- 流山大鷹之森站 | 車站資訊、路線圖 | 筑波快線 （页面存档备份，存于）
- 流山大鷹之森（車站資訊） - 東武鐵道